# 映画ドラえもん のび太と空の理想郷
『映画ドラえもん のび太と空の理想郷』（えいがドラえもん のびたとそらのユートピア）は、2023年3月3日に公開の日本のSFアニメーション映画。藤子・F・不二雄の漫画『ドラえもん』を原作とした、「映画ドラえもん」シリーズ通算第42作目（アニメ第2作2期シリーズ第17作目）。
監督は堂山卓見、脚本は古沢良太。
キャッチコピーは「冒険は、空へ。」、「僕らの「らしさ」が世界を救う。」。
作中にはトマス・モアの著書『ユートピア』が登場する。
前作に続き音響技術にドルビーアトモスが採用、全国10都府県11館でドルビーアトモス版が同時公開された。
映画シリーズ45周年を記念して、2025年1月24日から30日まで全国93館の劇場で一週間限定上映。

## ストーリー
ある日、のび太は学校で出木杉からユートピアの話を教えられ、自分もそんな理想郷で暮らしたいと思う。昔から各国にユートピアの作り話があり、ユートピアを探してみることにする。家で壊れた道具を整理しているドラえもんを見たのび太は、0点のテストを「四次元ゴミ袋」に投げ入れようとするが、ドラえもんに止められる。裏山でのんびりしているのび太は、青い虫で目が覚め、空に浮く三日月形の島に気付く。そこでドラえもんは「タイムツェッペリン」を購入し、しずか・ジャイアン・スネ夫を加え、天気雨が降って虹が出た時、5人で裏山からユートピアを探す旅に出る。
いろんなところへ探しに行ったが、ユートピアは見つからず、家に帰ろうとしたとき、空にこの前のび太が見た島を見る。その島が黒い雲を放ち、「タイムツェッペリン」に雷を仕掛ける。5人は雷に攻撃され、気を失ってしまう。目を覚ますと、先ほど襲ってきたパーフェクトネコ型ロボットソーニャは、5人に謝り、ここが理想の国「パラダピア」だと教えてくれる。ソーニャにここでパーフェクト小学生になれることができると教えてくれるのび太たちは、パラダピアに住みたいと思う。ここを創り上げた三賢人に会って、パラダピアの一員としての証をもらう。
数日後、しずか・ジャイアン・スネ夫が成長するが、のび太は全く成長しない。のび太とドラえもんの喧嘩を見たソーニャは大笑いする。実は、ソーニャがかつてダメなロボットであり、三賢人によってパーフェクトロボットに改造させられたという。夜、謎の女が三賢人を襲おうとするが、ドラえもんとのび太によって止められ、テントウムシにされる。しかし、パラダピアの学校の生徒であるハンナは、その女は悪い人ではない、パラダピアの住人が三賢人に騙されたのだと告げる。その女の正体は、ハンナの家族がパラダピアの秘密を調べるために雇った未来の賞金稼ぎ、マリンバ。三賢人は、人の心を操る光を研究している。その光をあび続けると、三賢人の言いなりになってしまうのだ。そして、未来の狂気の天才科学者レイ博士と三賢人が同じ研究をしていることから、彼らの間に何らかの関係があるのかもしれないと考える。
翌日、のび太はしずか・ジャイアン・スネ夫に家に帰るように勧めるが、みんなはずっとここで暮らしたいと思う。ドラえもん・のび太・マリンバは、ユートピアを脱出するため、タイムホールに逃げ込む。それを発見するソーニャは追いかけ、ドラえもんから三賢人の真実を告げられるが、三賢人の脅しのもと、ドラえもんたちを攻撃する。
三賢人はネオパラダピアンライトの研究を終え、世界中の人の心を支配しようとして「世界パラダピアン計画」を立ち上げ、まずは現代ののび太たちの町から始めようと言う。三賢人はのび太の心を操り、ドラえもんを虫に変えるよう命じる。心を操られたのび太は銃を構えるものの、心の中の葛藤で引き金を引くことはない。激怒した三賢人の命令で、ソーニャによってドラえもんは虫に変えられ、この瞬間、のび太が意識を取り戻す。
三賢人の命令でのび太を虫にしようとするしずか・ジャイアン・スネ夫は、みんなが元のらしさを取り戻したいというのび太の願いに感化され、三賢人の支配から脱する。怒ったレイ博士は、ネオパラダピアンライトを地上に降り注ぐ、人々の心を失わせようとするが、ソーニャに阻止される。ソーニャも自分の心を取り戻す。レイ博士はパラダピアをのび太たちの町に落下させるつもりだった。のび太がパラダピアの住民の避難を助け、ソーニャがパラダピアの落下を止める。裏山のみんながなすすべもないとき、天気雨が降ってきて、虹がかかる。のび太は空に現れたタイムホールと、そこに飛び込むタイムツェッペリンを見て、さっきの青い虫がドラえもんだと気づく。マリンバの力を借りて、ドラえもんが元の姿に戻る。そこで空へ飛び、ソーニャと一緒にパラダピアの落下を止めるため、「ビッグライト」を使って「四次元ゴミ袋」を大きくし、パラダピアを吸い込む。しかし、冷却水がなくなり、ゴミ袋が爆発しそうになる。ソーニャはみんなの「タケコプター」を撃ってみんなを逃がし、自分は爆発で姿を消す。
数日後、マリンバはレイ博士が逮捕されたことをみんなに告げる。ドラえもんは裏山でソーニャのメインメモリーを見つけ、ソーニャが新しい体で復元できると喜ぶ。

## 登場人物

### レギュラーキャラクター
ドラえもん
声 - 水田わさび
子守りネコ型ロボット。野比のび太を一人前の大人にするため、22世紀の未来からやってきた。どら焼きが大好き、ネズミが嫌い。
本作では、毎日ソーニャと共にパラダピアを巡回しながら友達になり、四次元ゴミ袋が爆発する時にソーニャと共に犠牲になってみんなを救おうと望む。
野比 のび太（のび のびた）
声 - 大原めぐみ
ドラえもんに面倒を見てもらっている小学生。勉強も運動も苦手、何をやらせてもドジばかりの少年。特技は睡眠、射撃、あやとり。
本作では、パラダピアでパーフェクト小学生になりたいと願ったが、体質が他の人よりもパラダピアンライトの影響を受けにくいため、成長しないがそのおかげで三賢人の洗脳されにくく、三賢人にとって「ネオパラダピアンライト」を完成させるための最後のピースと見なされる。
源 静香（みなもと しずか）
声 - かかずゆみ
本作のヒロイン。のび太が憧れるクラスメイトの少女。愛称は「しずかちゃん」。お風呂が大好き。趣味はバイオリンだが、とても下手。
本作では、少し気が強く強情な性格を変えることを勧められ、パラダピアに暮らすが徐々に別人になってしまう。
剛田 武（ごうだ たけし）
声 - 木村昴
のび太のクラスメイトの友達。乱暴なガキ大将。通称は「ジャイアン」。趣味は歌うことだが、信じられないような悪声だ。
本作では、乱暴な性格を変えるよう、勧められ、パラダピアに暮らすが徐々に別人になってしまう。
骨川 スネ夫（ほねかわ スネお）
声 - 関智一
のび太のクラスメイトの友達。家庭が裕福であり、自慢話が好きな少年。
本作では、ずる賢くイジワルな性格を変えるよう、勧められ、パラダピアに暮らすが徐々に別人になってしまう。
野比 玉子（のび たまこ）
声 - 三石琴乃
のび太の母。本作でも息子ののび太に厳しい為、のび太がパラダピアに永住を望む原因になってしまう。
野比 のび助（のび のびすけ）
声 - 松本保典
のび太の父。
出木杉 英才（できすぎ ひでとし）
声 - 萩野志保子
のび太のクラスメイトの少年。学業優秀でスポーツ万能、非凡な知識を持つ優等生。
本作では、ユートピアと世界中の理想郷伝説について非常に詳しい。
先生
声 - 高木渉
のび太たちの学級の担任教師。

### ゲストキャラクター
ソーニャ
声 - 永瀬廉（King & Prince）
本作のキーパーソン。空に浮かぶ楽園「パラダピア」で人々の安全を守っているパーフェクトネコ型ロボット。
元は失敗ばかりするロボットで、役立たずと捨てられていたところを三賢人によって改造された。その過去から三賢人の存在は絶対であり、ポーリーの「またガラクタに戻すぞ」という言葉にはひどく怯え、命令に従ってしまうなど言いなりとなっていた。
しかしドラえもんやのび太たちの間にある深い絆を見たことで、自分の中にも心があることを徐々に思い出していく。三賢人の正体であるレイ博士と決別し、墜落を始めるパラダピアをドラえもんたちと共に「四次元ゴミ袋」を使って止めようとするが、みんなを危険に巻き込まないため、ゴミ袋を一人で持ち出し爆発に巻き込まれてしまう。
事件の後にドラえもんがソーニャのメインメモリーを見つけたことにより、22世紀の工場で新しい体で復元されることになった。エンディングでは復元されて幼い子供二人の子守をしている姿が描かれる。
マリンバ
声 - 井上麻里奈
パラダピアに侵入し、三賢人を捕まえようと暗躍する謎の女性。ドラえもんのことを「タヌキ型」と呼ぶ。
三賢人を守ろうとするソーニャとの戦闘中、ドラえもんの「へんしんビーム」と同じ仕組みを持った光線銃を落としてしまい、拾ったのび太によってテントウムシへ変えられてしまう。ハンナがドラえもんから「へんしんビーム」を借りて元に戻そうとするが、旧型だったためか元の姿とテントウムシが混ざり、等身の低い中途半端な姿となってしまった。
その正体は時空を超えて悪者を捕まえる賞金稼ぎ。本人曰く「未来の世界じゃ有名」（ただしドラえもんやのび太は知らなかった）。ハンナの家族に雇われ、彼女を救出するためにパラダピアに潜入。三賢人を追跡しているタイムパトロールとも連絡を取っていた。
墜落するパラダピアからのび太やハンナたちと協力し住民を救出したあと、元の姿を取り戻してタイムパトロールに通報。事件の後は三賢人の正体であるレイ博士が逮捕されたこと、ハンナやパラダピアの住民がそれぞれ元の世界に帰って行ったことをドラえもんたちに伝え、再び悪者を捕まえに旅立っていった。
ハンナ
声 - 水瀬いのり
パラダピアの学園に通う生徒で学級委員の少女。のび太たちに学園の案内をする。
元々は22世紀で家族と暮らしていた未来人。ある日、三賢人と出会い「楽園に行こう」「理想の自分になれる」と誘われるがままパラダピアに連れてこられ、パラダピアンライトによって三賢人の言いなりになってしまう。救出に来たマリンバの助けを借りて自分の心を取り戻し、真相をドラえもんとのび太に伝えた。パラダピアが墜落する際はのび太たちと協力し住民を避難させる。事件の後は無事に家族の元へ帰ることができ、マリンバを通してドラえもんたちに礼を伝えた。
未来の配達ロボット
声 - 山里亮太
未来デパートの配達員ロボット。ドラえもんの元へ「タイムツェッペリン」を届けにやってくる。
軽薄な言動が多く、本人曰く「在庫が売れると嬉しくて、つい余計なことを言ってしまうのが唯一の欠点」。タイムツェッペリンを指し「マニアックな中古品」「狭い」「売れ残り」など余計な一言でドラえもんをムッとさせるが、帰り際にローンの支払いについて凄むなど、コミカルな性格とは正反対な黒い一面を見せる。
パラダピアの先生
声 - 藤本美貴
パラダピアにある学園の教師で、ハンナやのび太たちのクラスを受け持つ。いつも穏やかに微笑み、優しく生徒たちを指導する。
墜落するパラダピアからの避難を促したハンナに対し、三賢人様に言われていないと答えており、彼女もまた他の住民と同じくパラダピアンライトで三賢人の言いなりになっていた。
三賢人
平和な楽園を実現するためにパラダピアを作った三人の天才。
その正体はレイ博士が会話のために介する人形だった。レイ博士本人が姿を現してからは微動だにせず、パラダピアが機能停止すると傾いた研究所から落下するという最期を迎える。
サイ
声 - 園崎未恵
三賢人の一人。科学を担当する。
ポーリー
声 - 石井康嗣
三賢人の一人。政治を担当する。
カルチ
声 - 村瀬歩
三賢人の一人。文化芸術を担当する。
レイ博士
声 - 中尾隆聖
かつて22世紀で「人の心を操る光」の研究をしていた博士。マリンバ曰く「狂気の天才科学者」。
指名手配され行方不明となっていたが、パラダピアで三賢人の姿を隠れ蓑に裏から暗躍していた。
科学の才能はあったものの子供の頃はのび太のように周りから劣っていたらしく、自身を馬鹿にする人間や戦争などで過ちを繰り返す人類に対して恨みを募らせ、全人類の心を奪い、支配しようと世界パラダピアン計画を企む。
計画が阻止されるとパラダピアの全機能を停止し逃亡したが、マリンバの通報によって駆けつけたタイムパトロールに逮捕された。
牧場スタッフ
声 - 松丸幸太郎、深田愛衣
パラダピアにある牧場で牛を育てる男女。
タイムパトロール
声 - 不明
三賢人を捕まえるためパラダピアを追跡しており、マリンバとも連絡を取っていた。物語の終盤で三賢人の正体であるレイ博士を逮捕する。

## 登場ひみつ道具
- 四次元ゴミ袋
- タイム新聞
- タイムツェッペリン
- インスタントひこうきセット
- グルメテーブルかけ
- ヒラリマント
- へんしんビーム
- タイム電話
- 通り抜けフープ
- 透明マント
- 吸音機
- タケコプター
- スーパー手ぶくろ
- ビッグライト

## 設定
パラダピア
のび太が理想郷と信じて探していた空中都市。ソーニャ曰く「人類の楽園」。様々な時代や場所に時空移動しており、ドラえもんとのび太はパラダピアが世界中の理想郷伝説の元になったのではと推察している。人口は400人ほどで住民は朝5時に起床し夜8時に就寝するという、規則正しい生活を送っている。大人はよく働き子どもはよく学び、心も穏やかで争いや犯罪も起こらない。普段は「桃源郷モード」という大小様々なユニット（浮島）が浮かんだ姿だが、夜になると各ユニットを収容した「三日月モード」に切り替わる。7世紀後半日本近海の海底に時空移動した際はハマグリのような貝の形（竜宮城モード）に変形した。
その正体は三賢人の姿を隠れ蓑としたレイ博士が、人を操る光の研究をするための巨大な実験場であり、住民も様々な時代や場所から連れてこられたサンプルだった。
大聖堂
三賢人と謁見することができる場所。パラダピアの中央にあり、取り込んだ宇宙線をパラダピアが浮かぶエネルギーへ変換している。
バリアリング
パラダピアを囲っている巨大なリング。水の膜のようなステルス機能を持ったバリアを発生させ、パラダピアを悪者から隠す役割を持つ。パラダピア内の保温や太陽の紫外線カットも担う。悪者の侵入を防ぐため、触れると一時的に凍り付く。
クリオネラ
クリオネのような姿のロボット。パラダピアで暮らす人々の生活をサポートする。
ユニット
パラダピアで暮らす人々はクリオネラ飛行機に乗って浮島に移動しながら生活している。作中では作物を育てる農場、家畜を育てる牧場、陶磁器を制作する工房、住民全員が暮らす住居、食事をする食堂、多くの教室や校庭のユニットで構成された学園などが登場している。夜になるとパラダピアの中心へと集まり、ドームに覆われ収容される。
パラダピアンライト
パラダピアのシンボルである人工太陽。
日焼けや日射病を防ぐため、本物の太陽光をバリアでコントロールしながら、一日中浴びても良い健康的な光を放っている。
しかし実際は三賢人が研究する人の心を操る光を放っており、この光を浴び続けると三賢人の言いなりになってしまうという恐ろしい物だった。通常は段階的に言いなりとなっていくが、改良版であるネオパラダピアンライトは、浴びると一瞬で服従する強力な光を放つ。
バッジ
パラダピアに住む者の証。三日月と太陽があしらわれており、心が綺麗になるにつれ段階的に点灯していき、三日月が満ちて太陽になる。
その正体は住民がどのぐらいパラダピアンライトで三賢人の言いなりになっているかを計るためのバロメーターだった。改良版のネオパラダピアンライトを浴びると真っ赤に全点灯する。

## スタッフ
| 原作                                 | 藤子・F・不二雄 |
| 企画/監修                            | 藤子プロ |
| 絵コンテ                             | 堂山卓見 |
| キャラクターデザイン/総作画監督      | 小林麻衣子 |
| メカニックデザイン                   | 鈴木勤 |
| プロップデザイン                     | 山下晃 |
| 演出                                 | 益山亮司 藤倉拓也 八木郁乃 |
| 演出助手                             | HAN SEUNGAH |
| 作画監督                             | 小澤早依子 三輪修 岸野美智 やぐちひろこ 神戸佑太 山下晃 曽々木安恵 HAN SEUNGAH |
| メカニック作画監督                   | 鈴木勤 桝田浩史 |
| エフェクト作画監督                   | 遠藤正明 桝田浩史 |
| 作画監督補佐                         | 藤原巧和 加来由加里 |
| 原画                                 | 大塚正実 山口晋 藤原巧和 小磯由佳 遠藤正明 松永絵美 山森英司 三原三千夫 林千博 海岸麻由子 大武正枝 江口寿志 松尾慎 古佐小吉重 宮本佐和子 松井理和子 野村美妃 松井啓一郎 小谷瞳美 野間千賀子 石田廣二 HAN SEUNGAH 大久保政尚 末吉裕一郎 北田久登 加来由加里 小川完 矢能玖佳 藤本雄一朗 上田幸一郎 松嶋かおり 安藤義信 小美野雅彦 山田潮美 阿部美佐緒 金木熱志 工藤利春 日根野優子 中村真由美 岩木孝司 伊藤一樹 岡昭彦 中村純子 秋津達哉 糸島雅彦 こすぎなほこ 今泉健 福田裕樹 香月志帆 千葉ゆみ 大谷藍生 浅野直之 三輪修 岸野美智 小澤早依子 山下晃 神戸佑太 桝田浩史 やぐちひろこ 曽々木安恵 |
| 第二原画                             | 𠮷田清美 村長由紀 楮木知美 山下梨早 松枝尚生 甲斐順子 針生桐子 川村夏生 加藤紗誉 松丸知宏 山崎微都紀 小野慎哉 降旗秀吉 遠藤良恵 尾沢あとり 上貝初実 松原礼奈 五十嵐直子 河田泉 湯舟正博 塚本あかね 山本華織 藤浦嵩 堀之内梨絵 永木歩実 山本早苗 今村万理子 吉村朝陽 桂田都美紀 スノードロップ ぎふとアニメーション SILVER LINK. スタジオリングス ゼロジー |
| 動画検査                             | 神谷由季 堀之内梨絵 八木里沙子 |
| 動画                                 | ベガエンタテイメント 堀江佑 宮本美智子 川重希 高橋美由希 諸隈瑛美 濱田夢子 栁井彩夏 柳谷華果 神谷隼汰 ORANGE RYU JA YOUNG HAN SONG HEE KIM MIN AE JEONG HYUN JEONG KIM JUNG LAN PARK NAN HEE SON SEON AH LEE KYUNG MI SON YOUNG JU PARK JI YOUNG BACK SEUNG HUN BAIK EUN HYE オープロダクション 兒玉理和 藤原よしえ 朱夏 本多梓 小野恵理華 竹内英気 廣澤響希 吉川榛奈 Wish 八木里沙子 一条望 鈴木三音子 石橋佳奈 栗田果歩 柚木美那 木村光貴 古池晴香 Lai Thi Hai Yen 下池萌絵 Yang Yuyi 安藤誠 鈴江優奈 山本洋平 TOEI ANIATION PHILS.,INC. 山田條司 柏原華 畑中悠菜 梶岡知央 Edgar Allan Alcabaza Clesvin Nepomuceno 優利動画 太観アニメ C.J.T 針生桐子 三上喜子 甲斐順子 田中陽子 逆井淳美 武口つるみ 藤野京子 秋吉育子 矢野美幸 星公子 松田晃司 小須田ひろみ 北村知子 山崎微都紀 池田好花 長谷川夏美 加来由加里 小林麻衣子 シンエイ動画 スノードロップ 旭プロダクション |
| 色彩設計                             | 木幡美雪 |
| 色指定/検査                          | 倉内美幸 和田舞奈 林由稀 |
| 仕上                                 | ベガエンタテイメント 高橋めぐみ 松浦晴花 松浦沙恵 宮本律希 スタジオエル 真水由貴 今村雪絵 大西幸恵 木下美佳 木村智美 桑原悠登 杉田紋伽 関直登 立川慶人 中島直樹 林大樹 藤澤亮子 藤田和実 堀内元 森直紀 森脇弘史 ORANGE AN YOUNG AE MOON SUNG HEY KIM EUN HEE JUN EUN JOO CHOI SU KYOUNG LEE YEON JU KIM SEON MI OH KYUNG HEE SHIN SANG YEON HWANG JI YOUNG KIM JUNG SU 朱夏 鈴木仁子 今瀬智子 仁田原弘美 三関江美 竹下琴絵 宮原由紀音 Wish 伊藤敦子 奥井恵美子 千葉陽子 古賀真利江 藤原優実 久島早映子 神谷天音 Dames Jennifer 楊斯博 横山綾音 今本滉紀 張涵錚 北沢理絵 石原裕介 岡本ひろみ 上村貴子 袴田純子 高橋友子 TOEI ANIATION PHILS.,INC. 石井吉忠 荻野光雄 栗原昇一 中得覚 Brenda Garduno Maricar Balatbat 優利動画 スタジオタージ |
| 美術監督                             | 竹田悠介 益城貴昌 |
| 美術設定                             | 美峰 青木薫 天田俊貴 野村正信 |
| 背景                                 | 岡本春美 須藤岳 宗政拓也 Bamboo 益城貴昌 長島孝幸 坂倉敦子 柳川真梨 平林いずみ 須藤裕美子 中嶋友美 平吹千佳 大貫賢太郎 小椎尾佳代 知本祐太 丁樹祿 西村健 加藤朋則 山田那央子 水上恵理 西野隆世 スタジオSuuuu 池田裕輔 NGUYEN TRANG LE MAI HOANG MAI DAO HUNG NGUYEN HOA スタジオPablo 嶋田昭夫 三宅昌和 岡田怜子 宿野部陸 上垣裕起子 前塚太一 でほぎゃらりー 中村聡子 大城空N 金山詩織 眞﨑萌 森あかね |
| 3D Texture                           | 宗政拓也 |
| 背景データ管理                       | 平吹千佳 |
| スタジオマネージメント               | 垣堺司 |
| 3DCG                                 | サンジゲン |
| 3Dディレクター                       | 奥川尚弥 |
| 3DCG                                 | 山之口創 岡こずえ 前田雄輝 董蘇健 田場隆将 月森一隆 加納真季 金俊燁 久多良木亮 久保敬輔 鈴木芳季 |
| 3DCGプロデューサー                   | 松浦裕暁 保住昇汰 |
| 3Dモデル制作                         | 速水祐斗 |
| 3D制作                               | 松山珠姫 |
| 3Dモデリング                         | 藤野真吾 榊原大成 |
| 3Dモデリング制作協力                 | GALAXY GRAPHICS |
| 3Dモデリングディレクター             | 足立博志 |
| 3Dモデリング                         | 文銀珠 森川諒 小室勝弥 湯浅翔 |
| 3Dモデル制作                         | 服部建太郎 |
| モニター・プロップデザイン           | 有馬トモユキ(日本デザインセンター) 宮﨑真一朗 Nivirus(日本デザインセンター) 田中千春 |
| 回想シーン・モーションデザイン       | 宮﨑真一朗 |
| 撮影監督                             | 末弘孝史 |
| 撮影特殊効果                         | 大矢創太 |
| 撮影                                 | アニメフィルム |
| コンポジット                         | ひろちけんじ 伊藤修一 花井延昌 鈴木浩司 西山朋広 伊藤久美子 大森美奈子 桶田一展 木次美則 倉田佳美 手塚智鶴子 松澤秀子 山田廣明 土岐浩司 梅田俊之 熊谷正弘 |
| 特殊効果                             | 佐藤香織 |
| 線撮協力                             | アスラフィルム 旭プロダクション エース・クリエイション リバイバル スタジオエル 流星 |
| 編集                                 | 小島俊彦 |
| 編集スタジオ                         | 岡安プロモーション |
| 編集助手                             | 藤本理子 山田健太郎 |
| ポストプロダクション                 | 東京現像所 |
| HD編集                               | 菊池亮 金沢佳明 |
| DCPマスタリング                      | 千木良保宣 脇坂美緒 |
| ラボ・デスク                         | 古澤嶺美 |
| ラボ・マネージメント                 | 塩田雅基 |
| 録音監督                             | 田中章喜 |
| 音響効果                             | 北田雅也 |
| 音響制作                             | AUDIO PLANNING U |
| ミキサー                             | 山本寿 原田純次 |
| アシスタント・ミキサー               | 栗原あいみ |
| 音響制作デスク                       | 太田恵理子 |
| 音響効果助手                         | 北垣杏里 佐藤杜美 |
| フォーリーエディター                 | 堀内みゆき |
| フォーリー                           | 東宝スタジオ 東宝ポストプロダクションセンター |
| 東宝スタジオコーディネート           | 早川文人 立川千秋 西野尾貞明 |
| 東宝スタジオスタッフ                 | 岩城和弘 木下瑠菜 |
| MASTERED IN                          | ドルビーアトモス |
| ドルビー・サウンド・コンサルタント   | 河東努 |
| 音楽                                 | 服部隆之 |
| 背景音楽制作                         | |
| レコーディング・ミキシングエンジニア | 小幡幹男 |
| アシスタントエンジニア               | 佐藤千恵 |
| レコーディング・スタジオ             | サウンドインスタジオ |
| コーディネート                       | 関谷典子 |
| 制作                                 | 荒木浩三 澤原豊 |
| オープニングアニメーション           | |
| ディレクター                         | 依田伸隆(10GAUGE) |
| 作画監督                             | 小林麻衣子 鈴木勤 |
| 原画                                 | 山口晋 浅野直之 |
| プロップアイデア                     | HAN SEUNGAH |
| 色指定/検査                          | 木幡美雪 |
| 動画/仕上                            | ベガエンタテイメント |
| 背景                                 | Bamboo 益城貴昌 |
| エンディングアニメーション           | |
| 絵コンテ/演出                        | 堂山卓見 |
| 作画監督                             | 小林麻衣子 |
| 原画                                 | 山森英司 加来由加里 小澤早依子 山下晃 河毛雅妃 今井一暁 |
| 色指定/検査                          | 木幡美雪 |
| 背景                                 | アニメフィルム 末弘孝史 |
| 音楽協力                             | テレビ朝日ミュージック |
| 協力                                 | 北海道テレビ放送 青森朝日放送 岩手朝日テレビ 東日本放送 秋田朝日放送 山形テレビ 福島放送 新潟テレビ21 長野朝日放送 静岡朝日テレビ 北陸朝日放送 名古屋テレビ放送 朝日放送テレビ 広島ホームテレビ 山口朝日放送 瀬戸内海放送 愛媛朝日テレビ 九州朝日放送 長崎文化放送 熊本朝日放送 大分朝日放送 鹿児島放送 琉球朝日放送 川崎市 藤子・F・不二雄ミュージアム 高岡市 藤子・F・不二雄ふるさとギャラリー |
| 学術考証                             | 川村康文 (東京理科大学教授/スペースLABO館長) 天沼春樹 (ドイツ文学者/飛行船博士) |
| 参考文献                             | 1.Heidelberg University Library, “Relation:Aller Fuernemmen und gedenckwuerdigen Historiaen:so sich hin und wider in Hoch-und Nieder-Teutschland,auch in...verlauffen und zutragen möchte”,“1r” 2.Staats-und Universitätsbibliothek Bremen, “Einkommende Zeitungen:(1650)ANNO 1650.No.17..Leipzig” |
| 取材協力                             | 堀越雄二 (霞月楼) 土浦ツェッペリン倶楽部の皆さま |
| アニメーション協力                   | ベガエンタテイメント |
| 制作                                 | 武井健 |
| 制作協力                             | 滝島久美子 馬場潤 玉寄嘉章 大石洸 谷井勇太郎 比和野樺乃 井上海斗 Wish 石川直樹 |
| 車両協力                             | 小松通商(株) 岡野芳隆 信田秀次 太田竜之介 川嶋秀之 内川民夫 太田修央 テイク 大山浩二 高橋強 |
| アフレコ台本印刷                     | (株)三交社 |
| 制作事務                             | 平山友紀 |
| 制作進行                             | 吉田拓斗 立花優奈 |
| 制作進行補佐                         | 丸山裕司 有田崇成 叶文卓 影山千桜 小山永遠 長門実穂 大森翔 古賀大貴 中別府凱 原利行 朴信志 濵口あかね 梅田玲奈 鴫原快飛 |
| 制作デスク                           | 落合竜太郎 |
| 協力制作                             | 関口勇聖 原口航詩 小笠原卓也 |
| チーフプロデューサー                 | 吉田健司 中島進 八木征志 |
| プロデューサー                       | 小西佑平 勝山健晴 佐藤大真 |
| 宣伝プロデューサー                   | 宮千香子 |
| メディアプロモーション               | 宮崎隼人 伊藤寛 |
| 宣伝                                 | 三浦英明 坂入可奈子 浅原聡子 須賀航平 山口泰弘 |
| 予告編制作                           | 林崎ともみ |
| 予告編演出                           | 壽崎誠 |
| クリエイティブディレクター           | 齋藤正和 |
| アートディレクター                   | 後藤浩文 |
| グラフィックデザイナー               | 澤谷直輝 鳥山麻衣 |
| オフィシャルWEB                      | 村田大典 蓮沼祐治 |
| ドラえもんチャンネル                 | 関野亮央 片原泰志 |
| おまけ映像                           | 今井一暁 河毛雅妃 山森英司 松井啓一郎 森江康太 藤野真里 杉崎聡 増泉路子 |
| プロモーションプロデュース           | 川田哲也 |
| 小説                                 | 「小説 映画ドラえもん のび太と空の理想郷」 (小学館ジュニア文庫) 福島直浩 |
| 掲載                                 | 小学館の児童誌 ベビーブック めばえ 幼稚園 学習幼稚園 小学一年生 小学8年生 ぷっちぐみ ちゃお 月刊コロコロコミック 別冊コロコロコミック コロコロイチバン! てれびくん コロコロオンライン HugKum |
| 「映画ドラえもん」制作委員会         | 杉山登 天野賢 林郁美 カリー知子 宮澤英太郎 大金修一 河西麻利子 石関暁 伊藤澄 今井統人 熊内真弓 小西麻理 佐上靖之 佐々木礼子 沢辺伸政 柴田亮 島村英司 高橋絢太朗 戸板麻子 徳山雅記 戸高伸一郎 脇立樹 渡邊景亮 小野仁 川崎栞 岩田皐希 二階堂義明 芝島啓介 天野翔一郎 鶴崎りか 中村快 佐藤絵里子 浅田幸男 北條暁子 須子泰充 山下優人 鈴木歴乃 奥村美南 藤澤佑介 秋田純 大澤友実 池田光子 赤津一彦 森文彦 與儀祥子 大谷絵里 渡辺祥子 |
| 配給                                 | 東宝 |
| 製作                                 | 藤子プロ FUJIKO PRO 小学館 テレビ朝日 シンエイ動画 ADKエモーションズ ShoPro |
| 脚本                                 | 古沢良太 |
| 監督                                 | 堂山卓見 |
|                                      | ©藤子プロ・小学館・テレビ朝日・シンエイ・ADK 2023 |

## おまけ映像
第2期の映画の恒例通り、エンドロール後におまけ映像（次作の予告）がある。今回の映像は以下の通り：ドラえもんが飛行機に乗って空中を飛び、その後、オペラカーテンが閉められる。カーテンが開くと、シーンはコンサートの舞台に変わり、おもちゃや楽器が舞台に散らばっている。その後、指揮者の格好をしたドラえもんは登場し、おもちゃに「ロボッター」を使用する。おもちゃたちは楽器を演奏し始めるが、犬はまだ眠っている。ドラえもんは犬を起こし、犬はリコーダーを吹く。ドラえもんが指揮を振り始め、美しい音楽が鳴り響く。「2024年春 公演決定」と表示され、その後、「演」の文字が「開」に変化する。のび太・しずか・ジャイアン・スネ夫が登場し、「お楽しみに」と言う。
今回のおまけ映像は約1分間で、これまでで最も長いものである。
2023年7月6日に『映画ドラえもん のび太の地球交響楽』が発表された。

## 音楽

### 主題歌
「Paradise」
歌 - NiziU（エピックレコードジャパン）
作詞 - AKIRA・Bang Chan（3RACHA）・Changbin（3RACHA）・HAN（3RACHA）
作曲 - Bang Chan（3RACHA）・Changbin（3RACHA）・HAN（3RACHA）・VERSACHOI
編曲 - VERSACHOI・Bang Chan（3RACHA）

### サウンドトラック
『「映画ドラえもん のび太と空の理想郷(ユートピア)」オリジナル・サウンドトラック』のタイトルで2023年3月1日に発売。全38曲収録。
| 全作曲: 服部隆之。 |                              |       |            |      |
| #                  | タイトル                     | 作詞  | 作曲・編曲 | 時間 |
| 1.                 | 「闇の中で」                 |       | 服部隆之   | 1:53 |
| 2.                 | 「伝説の理想郷」             |       | 服部隆之   | 0:35 |
| 3.                 | 「僕はのび太」               |       | 服部隆之   | 1:25 |
| 4.                 | 「いつもの僕ら」             |       | 服部隆之   | 1:55 |
| 5.                 | 「理想郷は空にあり」         |       | 服部隆之   | 1:39 |
| 6.                 | 「空の旅はいかが？」         |       | 服部隆之   | 2:46 |
| 7.                 | 「タイムツェッペリン登場！」 |       | 服部隆之   | 3:36 |
| 8.                 | 「発進！大空の大冒険へ」     |       | 服部隆之   | 2:23 |
| 9.                 | 「自由な空を翔けて」         |       | 服部隆之   | 2:51 |
| 10.                | 「現れるもう一つの月」       |       | 服部隆之   | 3:31 |
| 11.                | 「光り輝く空中都市」         |       | 服部隆之   | 2:21 |
| 12.                | 「理想の暮らし」             |       | 服部隆之   | 2:32 |
| 13.                | 「素晴らしき三賢人」         |       | 服部隆之   | 3:14 |
| 14.                | 「パーフェクト学園生活」     |       | 服部隆之   | 2:24 |
| 15.                | 「バリアの外に日は落ちて」   |       | 服部隆之   | 1:49 |
| 16.                | 「影、夜空に舞う」           |       | 服部隆之   | 0:49 |
| 17.                | 「パーフェクトにはまだ早い」 |       | 服部隆之   | 0:37 |
| 18.                | 「置いてけぼりの地の底で」   |       | 服部隆之   | 1:10 |
| 19.                | 「花咲く笑顔」               |       | 服部隆之   | 1:22 |
| 20.                | 「月下の戦い」               |       | 服部隆之   | 1:50 |
| 21.                | 「はるかな時空を越えて」     |       | 服部隆之   | 1:23 |
| 22.                | 「悪者は誰？」               |       | 服部隆之   | 2:58 |
| 23.                | 「パラダピアの真実」         |       | 服部隆之   | 1:43 |
| 24.                | 「偽りの理想」               |       | 服部隆之   | 2:44 |
| 25.                | 「ゆらめく陰謀」             |       | 服部隆之   | 0:27 |
| 26.                | 「海底から脱出せよ！」       |       | 服部隆之   | 1:30 |
| 27.                | 「追う者、追われる者」       |       | 服部隆之   | 3:02 |
| 28.                | 「心」                       |       | 服部隆之   | 1:03 |
| 29.                | 「恐ろしき野望」             |       | 服部隆之   | 4:25 |
| 30.                | 「僕の大事な…」              |       | 服部隆之   | 1:23 |
| 31.                | 「理想郷なんて要らない！」   |       | 服部隆之   | 3:12 |
| 32.                | 「博士の孤独」               |       | 服部隆之   | 0:46 |
| 33.                | 「落ちゆくパラダピア」       |       | 服部隆之   | 3:03 |
| 34.                | 「再会」                     |       | 服部隆之   | 1:28 |
| 35.                | 「僕らの街を救え！」         |       | 服部隆之   | 1:49 |
| 36.                | 「ソーニャ」                 |       | 服部隆之   | 1:37 |
| 37.                | 「帰ってきた僕ら」           |       | 服部隆之   | 1:18 |
| 38.                | 「やっぱり、僕はのび太！」   |       | 服部隆之   | 0:26 |
| 合計時間:          | 合計時間:                    | 74:59 |            |      |

## 製作

### 企画・スタッフィング
監督はテレビアニメ『ドラえもん』で絵コンテ・演出を務める堂山卓見が就任した。脚本は本作が『ドラえもん』初参加となる古沢良太が手掛ける。キャラクターデザインはテレビアニメ・映画『ドラえもん』に原画などで参加し、『僕はロボットごしの君に恋をする』アニメPVでアニメーションキャラクターデザイン・作画監督を務めた小林麻衣子が抜擢された。音楽は前作『映画ドラえもん のび太の宇宙小戦争 2021』（2022年）に引き続き服部隆之が本作も手掛ける。ポスターなどキービジュアル制作はイラストレーターのよー清水が担当した。
古沢には本作の何年か前にも脚本のオファーがされていたが、その時点では古沢は断っており、今作での参加は何か新しいことに挑戦したいと思っていたタイミングだったこともありチャレンジすることにしたという。チーフプロデューサーであるシンエイ動画の中島進は2020年初頭に古沢と初対面した。
監督の堂山は当時テレビシリーズ『ドラえもん』のチーフディレクターだった大杉宜弘と縁があり、「ハツメイカーで大発明」に絵コンテとして参加。その後2019年の誕生日スペシャル『未来の迷宮（ラビリンス）おかし城（キャッスル）』を手掛けたことが映画監督オファーのきっかけとなった。堂山にオファーがされた時点ですでに古沢は最初のプロットを立てており、第一稿が上がってくるくらいのタイミングだったという。

### シナリオ・セッティング
古沢は当初冒険先に悩み、のび太たちが暮らす町も冒険の舞台になると考え、「のび太の近所だけで完結する（中略）この町が素晴らしいんだというお話」を作った。中島は「いつもと違う道を通ったらそこに幽霊城がある的な、日常を少し変えることで新しい発見があるという、住む街から離れない案」があったと語っており、そこに古沢から出た「完璧なネコ型ロボット」や「時間旅行」といったアイデアから今の物語に変更された。古沢によるとスタッフからやはりどこかに冒険に行ってほしいといわれ、提案された「空」に決めたという。
堂山は「子どもたちが遊びに出られないという状況を古沢さんが強く意識されて、そういうときでも子どもたちに楽しんでもらうにはどうしたらいいのかというところが企画のスタート」と語っており、「コロナ禍で自由に出掛けられないというところからスタートしているので、映画の舞台は自由度が高いところ、開放感のあるところにしたい。そうなると宇宙や空になりますが、前作が『映画ドラえもん のび太の宇宙小戦争（リトルスターウォーズ） 2021』でしたから、「今回は空を飛行船で駆けていくような話がいいのでは」となった」としている。
また、古沢は脚本の執筆中にキャラクターやイメージボードのスケッチを描いており、ソーニャのスケッチは観客動員200万人突破を記念しTwitter上で公開された。ソーニャとマリンバはこのスケッチをベースにし、キャラクターが仕上げられている。

## 発表
- 2022年7月6日に本作のタイトルを発表し、ビジュアル・ホームページ・30秒の特報映像が公開された。
- 7月9日にはテレビアニメの放送内でタイトルと特報映像を公開した。
- 9月15日には映画公開予定日（3月3日）が発表され、同時に「理想のネコ型ロボットイラストコンテスト」の開催が発表された。
- 11月4日放送のテレビ朝日系『ミュージックステーション』内で永瀬廉がゲスト声優として参加することが発表され[5]、同日、30秒の特報映像2が公開された。なお、発表の場にはキンプリ全員が同席しており、髙橋海人がドラえもんに敬称をつけて呼ぶシーンが話題となった[要出典]。
- 12月4日に新たなビジュアル・キャッチコピーが公開され、井上麻里奈・水瀬いのりがゲスト声優として参加することが発表された。井上がドラえもんの映画に参加するのは『映画ドラえもん のび太の宇宙英雄記』（2015年）以来となる。
- 12月18日に開催されたNiziUの京セラドーム大阪公演内で主題歌が「Paradise」に決定することが発表され[8]、同日、30秒の特報映像3と90秒の予告編が公開された。なお女性アーティストが起用されるのは2015年のmiwa『360°』以来となる。21世紀生まれでは初である。
- 2023年1月6日にゲストで山里亮太と藤本美貴の参加が発表された。
- 1月31日に東京都内で公開アフレコイベントを開催。出演者は永瀬廉と藤本美貴[17]。イベントの模様は動画として2月17日に東宝YouTube公式チャンネル「東宝MOVIEチャンネル」にて公開された[18]。
- 2月17日に4つのTVCMと7つの6秒CMが公開された[注釈 2]。
- 2月19日に完成報告会・完成披露試写会が東京国際フォーラムで開催された。出演者は永瀬廉・山里亮太・藤本美貴・NiziU（主題歌）・堂山卓見（監督）[19][20][21]。
- 2月22日（猫の日）にちなみ、Twitterで永瀬廉とNiziUによるコメント動画が公開された[22][23]。
- 3月3日に映画が公開され、TOHOシネマズ 六本木ヒルズにて公開記念舞台挨拶が行われた[24]。出演者は永瀬廉・藤本美貴・堂山卓見。また、この日から映画を紹介する「パーフェクトムービーガイド」が順次公開を開始した[注釈 3]。
- 3月10日にスペシャルPV 〜NiziU主題歌Ver.〜が公開された[25]。
- 3月14日にTOHOシネマズ 六本木ヒルズにて大ヒット御礼舞台挨拶が行われた[26]。出演者は永瀬廉・山里亮太・藤本美貴。
- 3月18日のテレビ放送内で本作のダイジェストスペシャル映像を公開。29日に3分ダイジェストとしてYouTubeで公開[27]。
- 3月27日に観客動員数200万人突破を記念し、「ドラえもんと永瀬廉のパーフェクトチャレンジ」と称した動画を公開[28]。ドラえもんと永瀬があっちむいてホイ！・だるまさんがころんだ・ジェスチャーゲームの3つに挑戦する[29]。

## 興行成績
全国380スクリーンで公開され、2023年3月3 - 5日の金土日3日間で動員約54万2000人、興収6億6300万円をあげ初登場1位を獲得、これは2020年新型コロナウイルス感染症の流行以来の最高成績、興収26.9億円を記録した前作『映画ドラえもん のび太の宇宙小戦争 2021』の興収比は150.7％。
|                                        | 動員数 （万人） | 動員数 （万人） | 動員数 （万人） | 興行収入 （億円） | 興行収入 （億円） | 出典・備考    |
| 週末                                   | 週末            | 累計            | 週末            | 累計              |                   | 出典・備考    |
| -------------------------------------- | --------------- | --------------- | --------------- | ----------------- | ----------------- | ------------- |
| 1週目の週末 （2023年3月3日・4日・5日） | 1位             | 54.2            | 54.2            | 6.6               | 6.6               | [ 32 ] [ 33 ] |
| 2週目の週末 （3月10日・11日・12日）    | 1位             | 38.4            | 102.5           | 4.7               | 12.5              | [ 34 ] [ 35 ] |
| 3週目の週末 （3月17日・18日・19日）    | 3位             | 33.9            | 146.6           | 4.1               | 17.8              | [ 36 ] [ 37 ] |
| 4週目の週末 （3月24日・25日・26日）    | 1位             | 32.2            | 211.1           | 3.9               | 25.5              | [ 38 ] [ 39 ] |
| 5週目の週末 （3月31日・4月1日・2日）   | 1位             | 28.6            | 277.6           | 3.3               | 33.0              | [ 40 ] [ 41 ] |
| 6週目の週末 （4月7日・8日・9日）       | 1位             | 16.6            | 324.1           | 2.0               | 38.3              | [ 42 ] [ 43 ] |
| 7週目の週末 （4月14日・15日・16日）    | 2位             | 10.2            | 337.9           | 1.3               | 40.0              | [ 44 ] [ 45 ] |
| 8週目の週末 （4月21日・22日・23日）    | 4位             |                 | 344.2           | 0.7               | 40.8              | [ 46 ] [ 47 ] |
| 9週目の週末 （4月28日・29日・30日）    | 6位             |                 | 349.*           | 0.5               | 41.5              | [ 48 ] [ 49 ] |
| 10週目の週末 （5月5日・6日・7日）      | 8位             |                 | 358.8           | 0.6               | 42.6              |               |
| 11週目の週末 （5月12日・13日・14日）   | 圏外            |                 | 360.5           |                   | 42.8              |               |
| 12週目の週末 （5月19日・20日・21日）   | 圏外            |                 | 361.4           |                   | 42.9              |               |
| 13週目の週末 （5月26日・27日・28日）   | 圏外            |                 | 361.9           |                   | 43.0              |               |
| 最終                                   |                 |                 |                 | 43.4              | 43.4              | [ 50 ]        |

## プロモーション

### 入場者プレゼント
漫画とクイズを収録した小冊子『映画ドラえもん のび太と空の理想郷 パーフェクトまんがBOOK』を配布。内容に一部誤りがあり、映画公式サイトにてお詫びと訂正が発表された。

### 前売り特典
2022年12月23日に発売を開始した映画前売券の特典として10万名にラバーキーホルダー『大冒険!!パイロットドラ』を配布。

### テレビシリーズ
数えて!タイムツェッペリン!!
2022年12月31日放送「大みそかだよ!ドラえもん1時間スペシャル!!」内にて行われたクイズ企画。番組ブリッジで流された3問の映像に登場するタイムツェッペリンの合計した数を2択の中から選び、指定された専用の電話番号で応募する。抽選で30名にドラえもんグッズを詰め合わせた「ドラえもんお年玉BOX」がプレゼントされた。クイズの案内役としてNiziUが出演。制作はふわころもち合同会社が担当した。
カウントダウン
2023年2月4日より開始。本作のゲスト声優である永瀬廉・山里亮太・藤本美貴らが出演し、「映画公開まであと○週!」とカウントダウンを行う。
空であそぼう!
2023年1月21日から1月28日、2月11日、3月11日放送のミニコーナー。気象学者の荒木健太郎が取材協力のほか出演をしている。
スタッフ
- ディレクター - 昼間達樹（1月28日放送分より）
- プロップデザイン - ふわころもち合同会社
- 協力 - 『すごすぎる天気の図鑑』（荒木健太郎／KADOKAWA）、酒井清大、川村にゃ子（2月11日・3月11日放送分）

エンディング
2023年1月7日から5月6日放送分は、エンディングテーマが映画主題歌『Paradaise』に変更され、予告編映像を使用したものになっている。エンディング制作は壽崎誠・嵐悠太（バカ・ザ・バッカ）。
ドラガオじゃんけん
2023年1月7日から3月25日放送分は、映画の衣装を着たドラえもんがじゃんけんを担当。

### その他関連商品
小説 映画ドラえもん のび太と空の理想郷（ISBN 9784092314467）
2023年2月3日に小学館ジュニア文庫より新書判・電子書籍が発売。著者は前作『映画ドラえもん のび太の宇宙小戦争 2021』（2022年）の小説版を手掛けた福島直浩。
2024年9月3日からはオーディオブックが配信されている。ナレーターは慶長佑香、國分和人。

### 関連イベント
理想のネコ型ロボットイラストコンテスト
映画公開を記念し、オリジナルのネコ型ロボットを募集したイラストコンテスト。最優秀賞は応募先共通で映画パンフレットに応募作品と名前が掲載されるほか、映画パンフレットと『大長編ドラえもん』1巻から24巻のセットが、優秀賞は応募先によって別々の商品がプレゼントされる。テレビシリーズ3月18日放送分のエンディングで、テレビ朝日部門イラストコンテスト優秀賞作品が発表された。
応募先別優秀賞
- 上映館 - オリジナルポスター
- ドラえもんチャンネル - 『ドラえもん のび太の牧場物語 大自然の王国とみんなの家』PlayStation 5版・Nintendo Switch版ソフト
- 川崎市藤子・F・不二雄ミュージアム - ミュージアムペア招待券・グッズ
- 高岡市藤子・F・不二雄ふるさとギャラリー - ピンバッジ・ポストカードセット・グッズ詰め合わせ
- コロコロコミック - 特選グッズ
- 小学一年生 - Nintendo Switchソフト
- 小学8年生 - 特選映画グッズ

テレビ朝日・六本木ヒルズ 夏祭り SUMMER STATION
2022年7月23日から8月28日の開催期間中、本作の世界観を体験できるアトラクション「ドラえもん理想郷ザ・フライト〜JUMP!JUMP!アトラクション〜」「ドラ・ラ・ラビリンス」を開設。また、ドラえもんのバルーンも登場する。
ドラえもんXRライド〜のび太と空の理想郷〜
ユニバーサル・スタジオ・ジャパンで2023年2月23日から9月3日の期間限定で今作の映画ドラえもんとのコラボアトラクション「ドラえもんXRライド〜のび太と空の理想郷〜」が開催される。XRライドとはパークが独自開発した新感覚技術により、VRゴーグル（ゴーグルにはドラえもん・のび太・ソーニャ・マリンバと理想郷を旅する映像が流れる）を付けた状態でジェットコースターを楽しむアトラクションである。映画ドラえもんシリーズとユニバーサル・スタジオ・ジャパンがコラボするのは2020年開催の「『映画ドラえもん のび太の新恐竜』ミーツ ジュラシック・ワールド」「『STAND BY ME ドラえもん 2』XRライド」以来、3年ぶり2回目となる。2月22日にオープニングセレモニーが開催され、スペシャルゲストとしてNiziUが登壇した。
杉並アニメーションミュージアム
2022年12月17日から2023年4月2日にわたり、杉並アニメーションミュージアムで「映画ドラえもん展」を開催。
空飛ぶドラえもんプロジェクト
全長17メートルの映画ラッピング飛行船企画。飛行船の名称は「飛行船ドラそら号」。「飛行船ネーミングひみつ会議!」と称した、飛行船の名前のアイディア募集や飛行船との記念撮影やフライトイベントが行われた。Twitterでは飛行船の制作過程を撮影した動画が1月31日・2月9日・2月17日・2月24日に公開された。
藤子・F・不二雄ミュージアム
2023年2月9日より、「ミュージアムカフェ」メニューに「のび太と空の理想郷フロート」を追加した。
映画ドラえもん特別試写会
2023年2月12日に東宝株式会社試写室でCM用撮影を兼ねた特別試写会を開催。「初めての映画館デビューをドラえもんが応援!」というキャッチフレーズのもと、3歳から8歳の児童を含む親子を対象とした。
六本木ヒルズ
2023年2月21日から3月5日にわたり、六本木ヒルズのメトロハットなどで本作の巨大広告ビジュアルを掲示。
リトルプラネット
2023年3月1日から5月7日にわたり、本作をイメージしたデジタルアトラクション「『映画ドラえもん のび太と空の理想郷（ユートピア）』スケッチ エア レーシング」を展開。

## ブルーレイ
2023年8月23日にDVD・ブルーレイの発売とレンタルが開始された。